# Nositelé dubového listu
Nositelé dubového listu (v anglickém originále Oakleaf Bearers) je čtvrté pokračování románového seriálu Hraničářův učeň australského spisovatele Johna Flanagana.

## Stručný obsah
Čtvrtý díl úspěšné série začíná ráno v chatě, kdy Willa probouzí neznámé ťukání. Zjišťuje, že se jedná o kapající vodu z tajícího sněhu na střeše staré chatrče. Přichází obleva. Evanlyn šla zkontrolovat předem nastražené pasti. V jedné se zachytlo zvíře, měla radost. Z ničeho nic ji ale neznámá osoba zakryla tvář a ona upadla do bezvědomí. Probouzí se až v neznámém táboře přivázaná ke stromu. Will se mezitím vydal Evanlyn hledat.
Halt s Horácem, který měl brnění poraženého Deparnieuxa (galická zbroj), jeli do Skandie s falešným poselstvím. To bylo záminkou, jak se dostat do Skandie, protože obsahovalo nepravou smlouvu o najmutí vlčích lodí králi Jindřichovi (galický král). Když dorazili k hraničnímu postu, nalezli jen samé mrtvé. Neznámí nepřátelé hlídku na stanovišti postříleli a zmizeli. Navzdory tomu se Halt s Horácem rozhodli pokračovat dále do nitra Skandie. Narazili však na tábor Temudžajů, kteří objevili Willa, který právě uskutečňoval záchranu Evanlyn a sám se přitom ocitl ve smrtelném ohrožení.
Halt se domnívá, že oddíl na který narazili je jen průzkumný, a že národ z východních stepí chce zaútočit na Skandii. Cestou domů je jejich skupinka přepadena Skandijci a je jejich jediným štěstím, že jejich velitelem je jarl Erak. Po vzájemné dohodě se Erak s Haltem vydávají na průzkum, při kterém objeví obří Temudžajské vojsko. Společně se pak Araluenci se Skandijci vydávají za hlavním oberjarlem, aby ho varovali před ničivým nájezdem kočovníků. Skandijci a Araluenci se nemají moc v lásce, avšak svoje špatné vztahy překonají a společně bojují proti nájezdníkům. Před válkou však oberjarl Ragnak zjistil, že Evanlyn je princezna Kasandra a on přísahal, že zabije všechny členy Duncanovy rodiny.
Erak ho přemluvil, aby počkal po bitvě. To se vyplatilo, protože Evanlyn zachránila Erakovi život. Naopak Ragnak v bitvě padl a na jeho místo nastupuje Erak, který jim dává loď, aby mohli odjet domů do Araluenu, kde jsou následně odměněni za své činy a Halt je znovu přijat do hraničářského sboru, což je pro něj spolu se zachráněním svých přátel tou největší odměnou.